# Rennes Challenger
Il Rennes Challenger è stato un torneo professionistico di tennis giocato su campi in sintetico indoor. Faceva parte dell'ATP Challenger Series. Si giocava annualmente a Rennes in Francia.

## Albo d'oro

### Singolare
| Anno | Campione        | Finalista         | Punteggio     |
| ---- | --------------- | ----------------- | ------------- |
| 1992 | Karsten Braasch | Markus Naewie     | 6–2, 3–6, 6–2 |
| 1993 | Stéphane Simian | Nicklas Kulti     | 6–4, 7–6      |
| 1994 | Daniel Vacek    | Hendrik Dreekmann | 6–3, 6–4      |

### Doppio
| Anno | Campioni                        | Finalisti                              | Punteggio     |
| ---- | ------------------------------- | -------------------------------------- | ------------- |
| 1992 | Francisco Montana Kenny Thorne  | Martin Damm Sandon Stolle              | 6–4, 3–6, 6–3 |
| 1993 | Jan Apell Jonas Björkman        | João Cunha e Silva Marc-Kevin Goellner | 7–6, 6–3      |
| 1994 | Anders Järryd Bent-Ove Pedersen | Mark Knowles Leander Paes              | 6–4, 6–3      |